# 제이비엔매니지먼트
제이비엔 매니지먼트(Jaybiand management)는 작곡가 겸 프로듀서 제이티스트, 윤남준, 이승우가 창립한 음반 기획사, 스튜디오이다.
2010년 1월 1일, 창립되었으며, 대표이사는 제이티스트, 윤남준, 이승우 등이 있다. 
2010년 1월 1일 제이비엔엔터테인먼트(Jaybiand Entertainment)의 이름으로 창립되었으며
2010년 6월 경, 제이비엔 매니지먼트(Jaybiand management)로 상호변경, 음악, 엔터테인먼트의 음반기획사이며, 주로 작사, 작곡, 편곡, 디지털 음원발매에 중점을 두고 있다.
본사는 경기도 성남시 분당구에 위치해 있다.
소속 연예인은, 작곡가 겸 음악 프로듀서 제이티스트, 작사가 케이버그가 소속 되어 있다.
2016년 이후 잠정 해체되었다.

## 연도별 배출/소속 아티스트

### 데뷔
| 데뷔 | 아티스트   | 형태 | 활동영역                   |
| ---- | ---------- | ---- | -------------------------- |
| 2009 | 제이티스트 | 솔로 | 작사, 작곡, 편곡, 프로듀서 |
| 2009 | K.BUG      | 솔로 | 작사                       |
| 2010 | KUMA       | 솔로 | 작사, 프로듀서             |
| 2010 | NAMJUN     | 솔로 | 작곡, 편곡, 프로듀서       |